# Смига (станція)
Сми́га — залізнична станція Рівненської дирекції залізничних перевезень Львівської залізниці. Розташована на лінії Кам'яниця-Волинська — Кременець між станціями Кам'яниця-Волинська та Кременець у смт Смига Дубенського району. На станції проводиться тільки вантажна робота.
У 2018 році Укрзалізниця вийшла з пропозицією закрити станцію Смига через невеликий об'єм роботи — кількість відвантажених вагонів не покриває затрати на обслуговування станції.